# (11826) Yurijgromov
(11826) Yurijgromov (1982 UR10) – planetoida z grupy pasa głównego asteroid okrążająca Słońce w ciągu 5,67 lat w średniej odległości 3,18 j.a. Odkryta 25 października 1982 roku.